# Jan Milan Krkoška
Jan Milan Krkoška (* 21. November 1939 in Turzovka, Slowakei; † 6. Juli 2016 in Wien) war ein slowakischer Bildhauer, der 1974 die österreichische Staatsbürgerschaft annahm.

## Leben

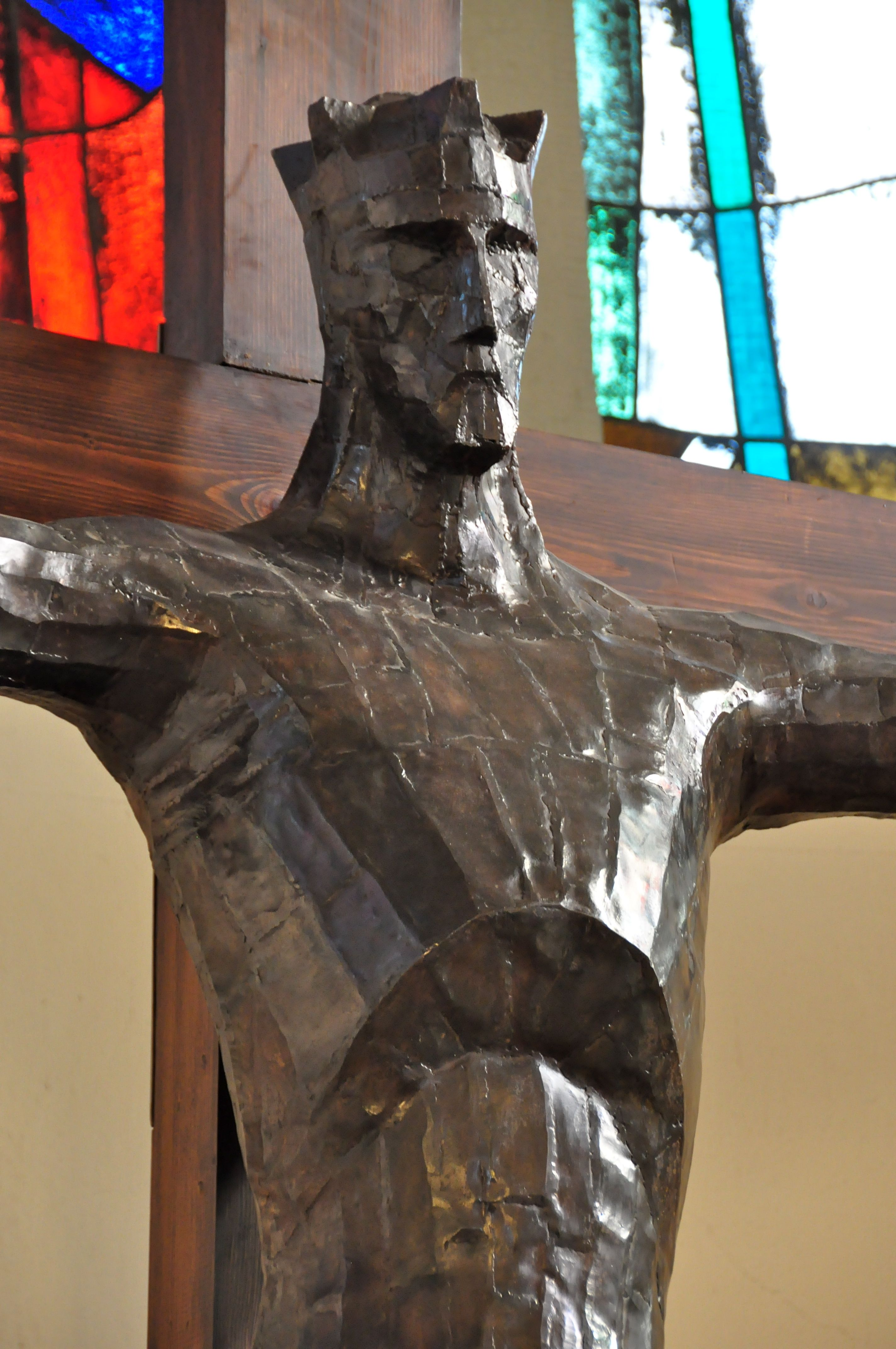
„Christus“, Pfarrkirche St. Ruprecht-Klagenfurt, 1971

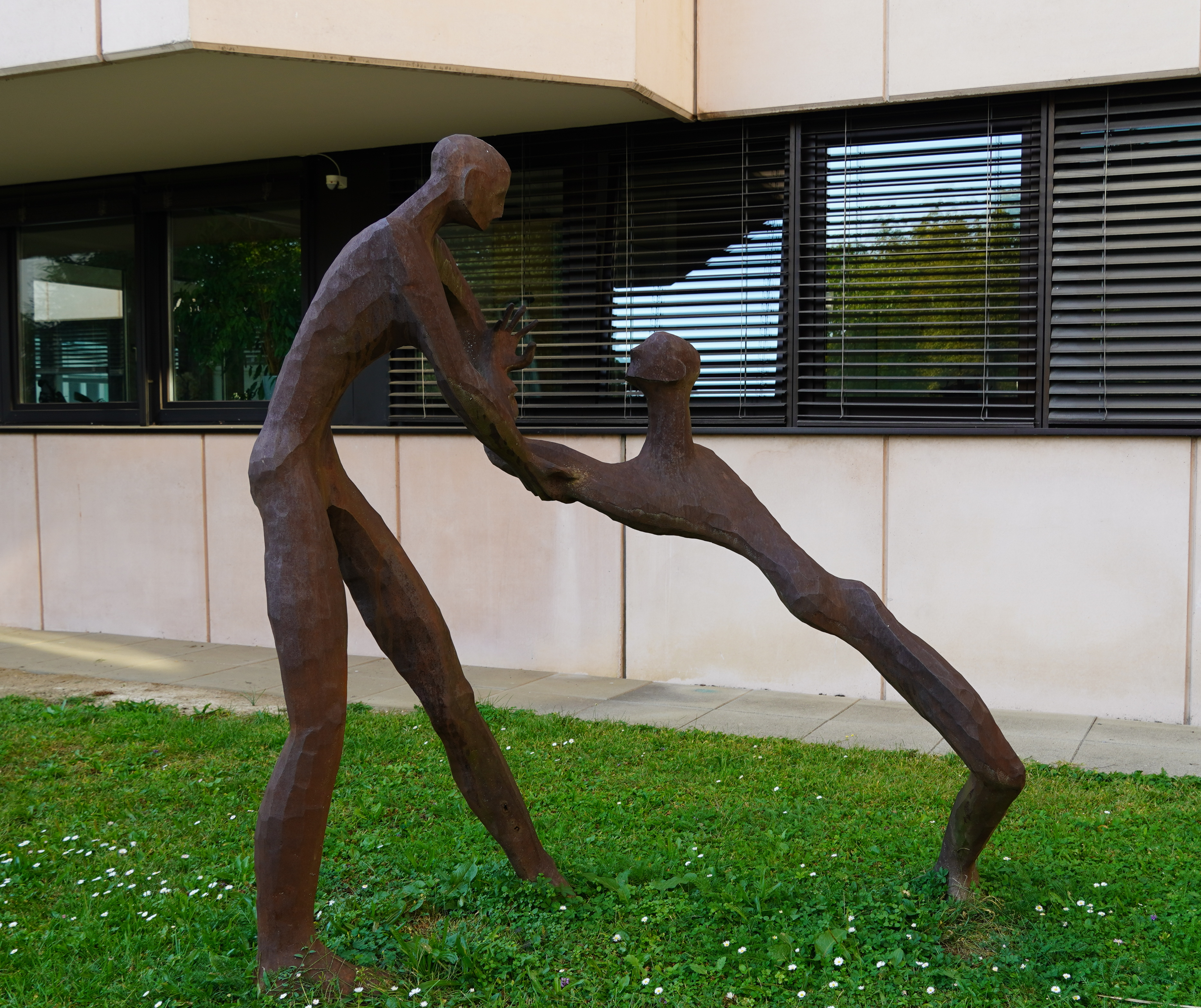
Anaste, Kolpinggasse in Klagenfurt (1983)

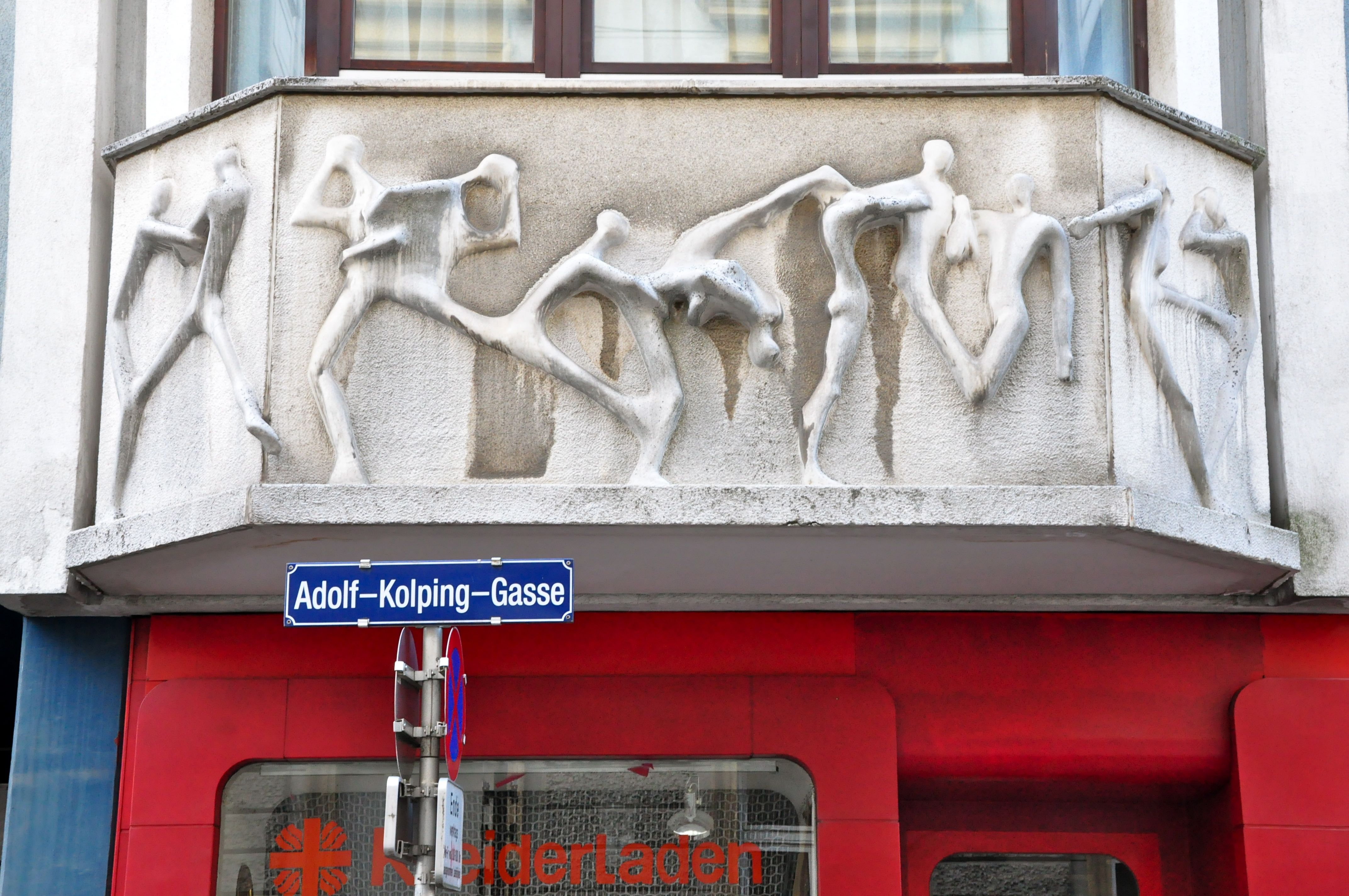
Hausfassade in Klagenfurt (1982–83)

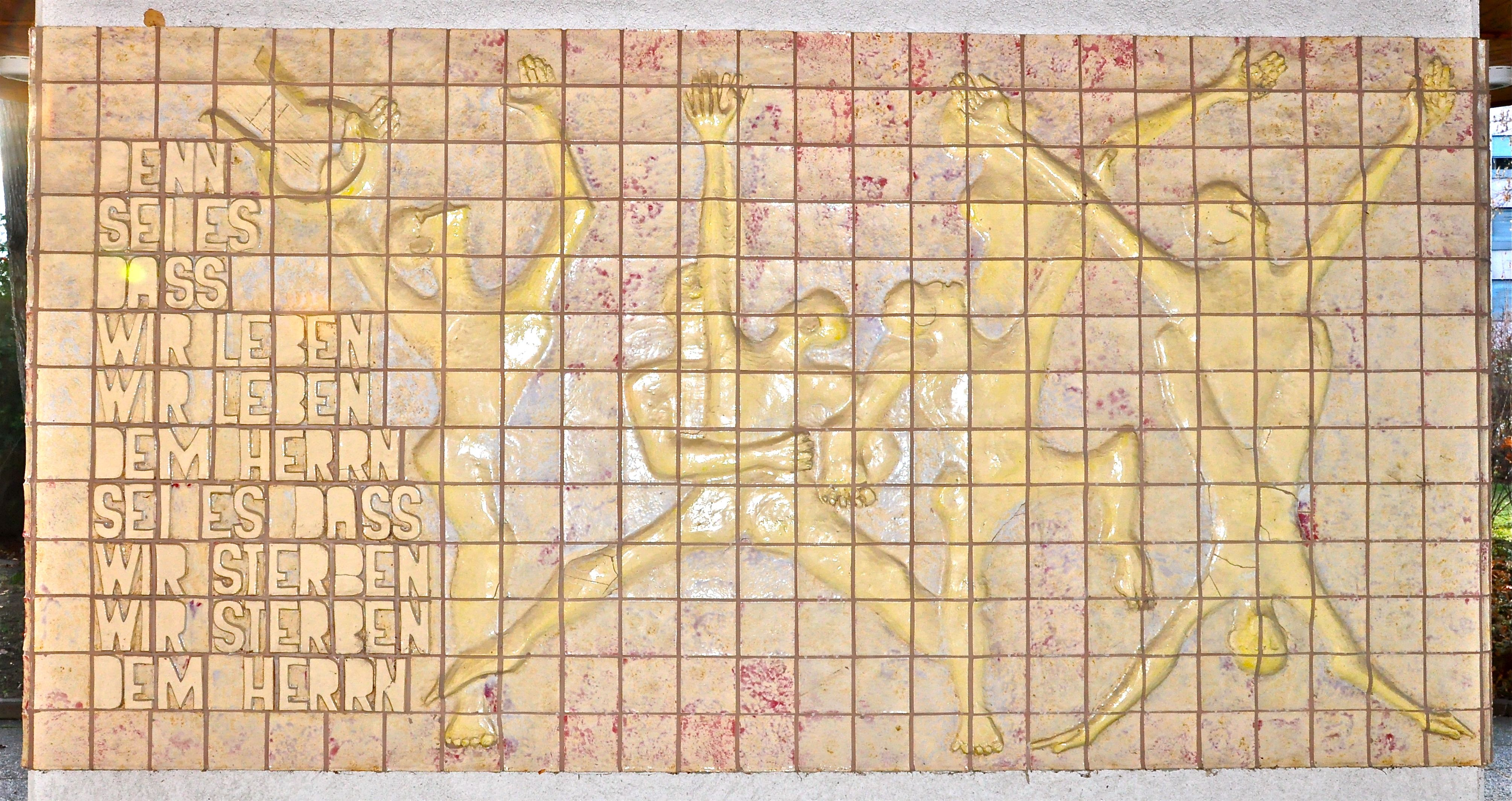
Terrakotta-Relief am Altenheim Hülgerthpark-Klagenfurt (1991)

Neben seinem Studium an der HTL absolvierte er ab 1956 eine Lehre bei Bildhauer Vojtech Matusinec in Bratislava. 1959 schaffte er das Abitur, leistete von 1959 bis 1961 den Präsenzdienst, hatte als Folge eines Bergunfalls Lähmungserscheinungen, von denen er 1964 genesen war. Er arbeitete in verschiedensten Berufen und kehrte 1964 zur Bildhauerei zurück, war zuerst in den Ateliers der Bildhauer Tibor Bartfay und Juraj Hovorka beschäftigt und wurde 1966 freischaffender bildender Künstler. 1967 heiratete er Bozena. 1968 emigrierte er nach Österreich und kam nach Klagenfurt, wo man ihm der Genfer Konvention gemäß Asyl gewährte und er 1969 sein Atelier einrichtete. 1970 erhielt er die Mitgliedschaft in der Berufsvereinigung der bildenden Künstler Österreichs, wurde 1971 Mitglied des Kunstverein Kärnten und der Sezession Graz. Beteiligungen und Einzelausstellungen in Amsterdam, Barcelona, Bern, Bruck an der Mur, Darmstadt, Genf, Görz, Graz, Judenburg, Kapfenberg, Klagenfurt, Leoben, Linz, Matrei in Osttirol, Mount Pocono (U.S.A.), Padua, Paris, Parma, Pörtschach am Wörther See, Schio, Semmering, Triest, Udine, Villach, Völkermarkt, Waidhofen an der Ybbs, Wien, Wiesbaden und Zürich. Seit 1974 war er österreichischer Staatsbürger und wirkte ab 1978 in seinem Atelier in der Gemeinde Gallizien.
1979 erfolgte die Bekehrung vom Atheisten zum an Christus Glaubenden. Ab diesem Zeitpunkt engagierte er sich in der römisch-katholischen Kirche, wurde Mitglied im katholischen Akademikerverband und in der deutschen Gesellschaft für christliche Kunst. 1984 kam er in Kontakt dem Verband Christen im Beruf. 1989 trat er aus der römisch-katholischen Kirche aus. Im September 1996 verlor er ein Auge infolge eines Unfalls mit einem Gummiexpander. 1997 verkaufte er sein Haus in der Gemeinde Gallizien und zog wieder nach Klagenfurt. Von da an setzte er sich mit der Malerei auseinander. Seit 2000 betätigte er sich als Kunsttherapeut und wurde Betreuer von Alkoholkranken in der AGIL-Sozialpädagogik. 2002 siedelte er nach Wien über.
Im Zentrum seiner bildhauerischen Intentionen stand ab 1979 die Bemühung, durch die Bibel inspirierte Bilder zeitgemäß zu interpretieren. Seit dem Verlust eines Auges widmete er sich primär der Druckgrafik. In seinen jüngsten Ausstellungen wird auch diese unbekanntere Seite von „Milan“ vorgestellt, die Einblicke in sein Gesamtwerk als Lithograf geben.

## Bildergalerie

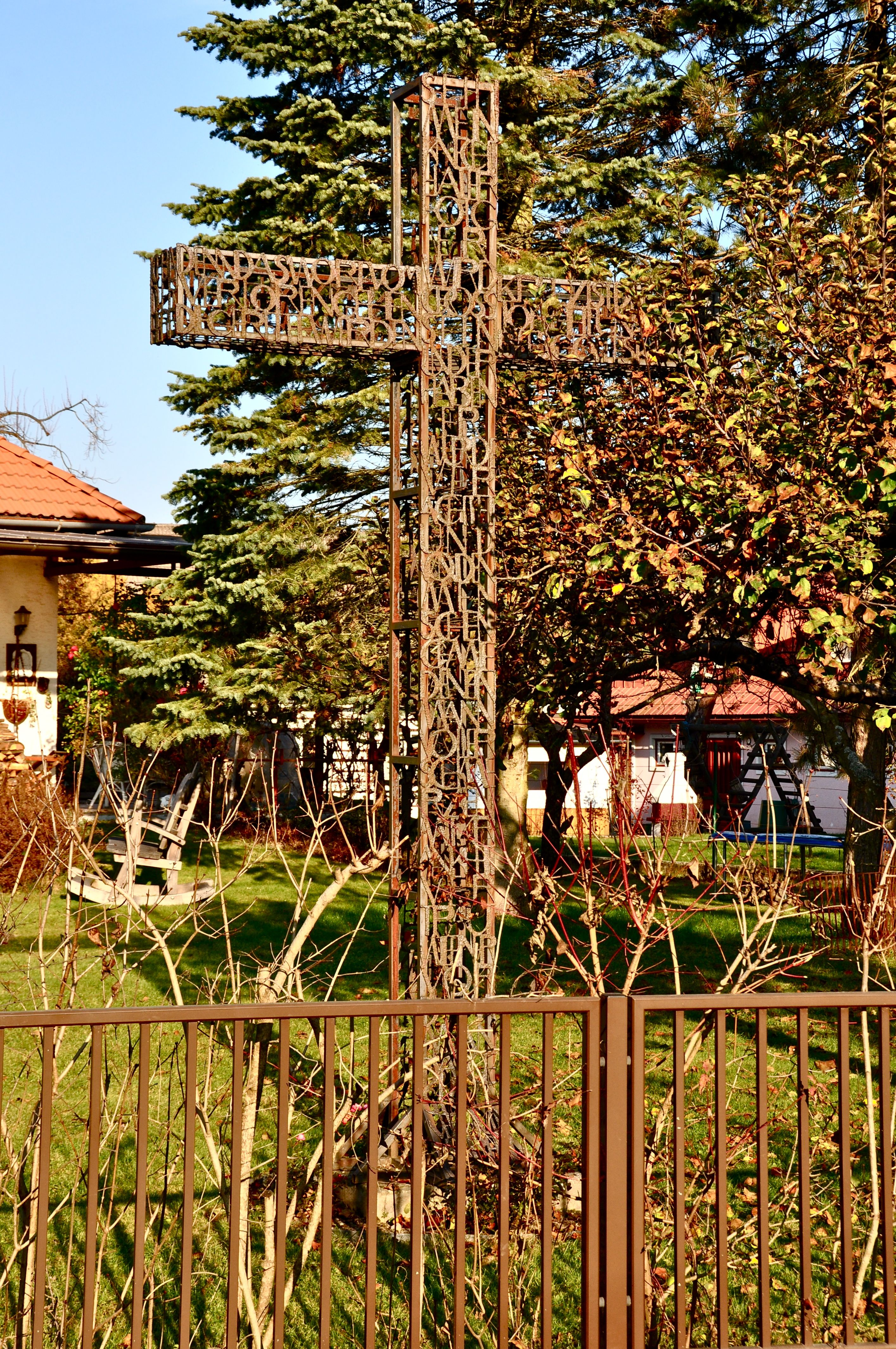
„Das Kreuz als die Weisheit Gottes“, Stahlkreuz, geschaffen in den Jahren 1995–96 für Harald Wunsch in der Weihergasse 45, Klagenfurt
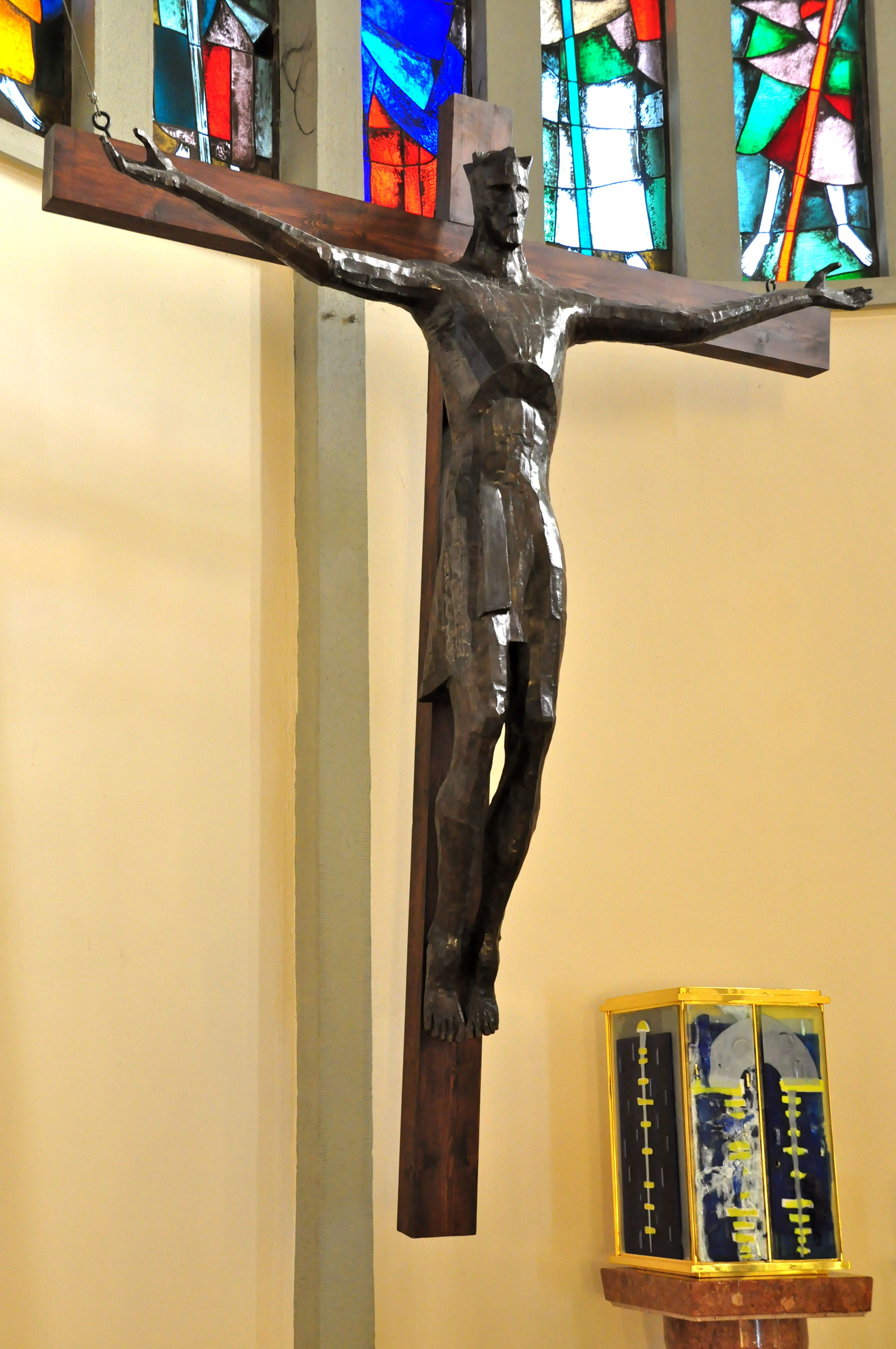
„Der gekreuzigte Christus“, Stahl-Skulptur, geschaffen im Jahre 1971 für die Pfarrkirche Sankt Ruprecht in Klagenfurt
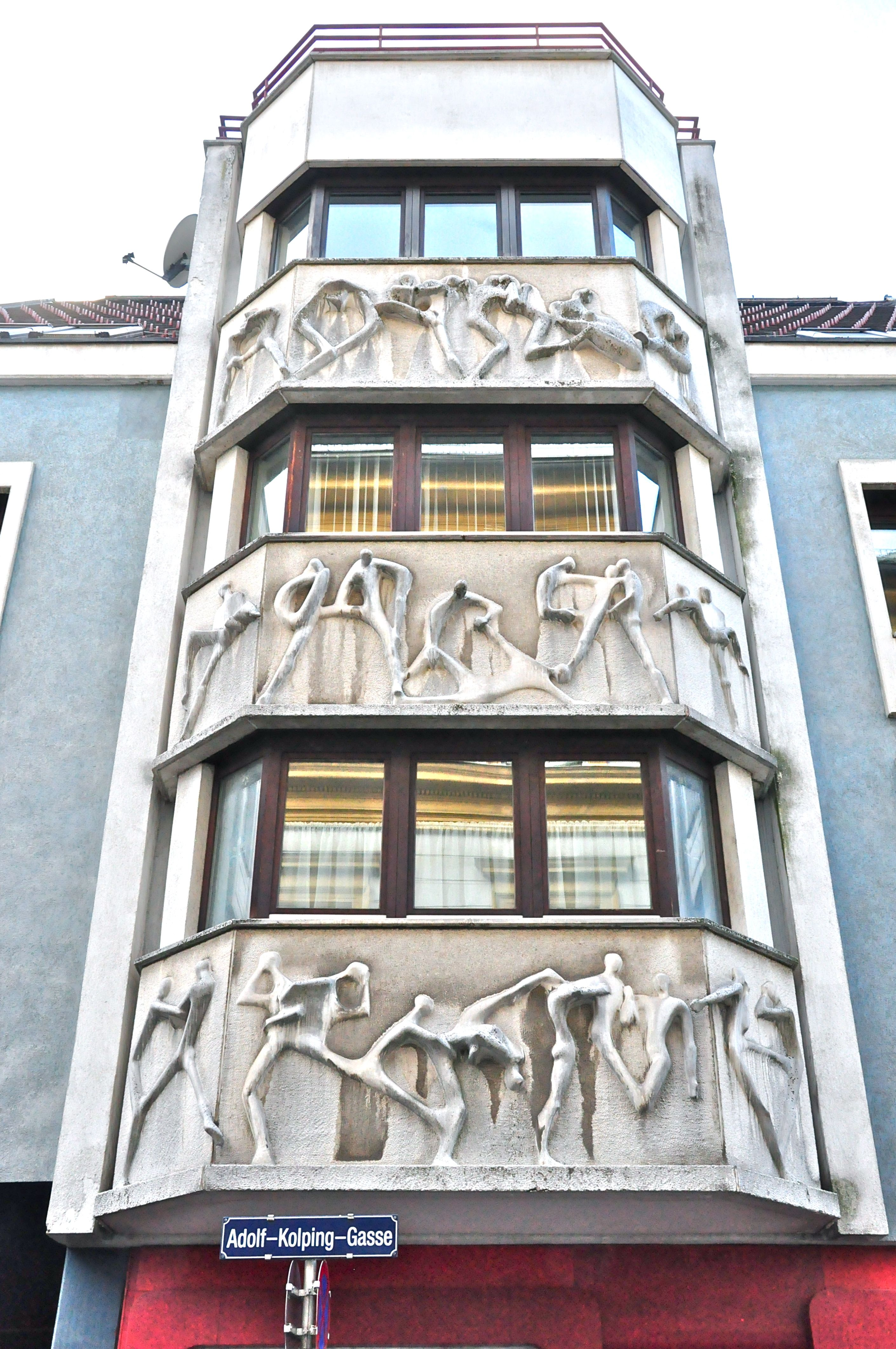
Hausfassade für den Architekten Zeytinoglu und die Caritas in der Adolf-Kolping-Gasse in Klagenfurt
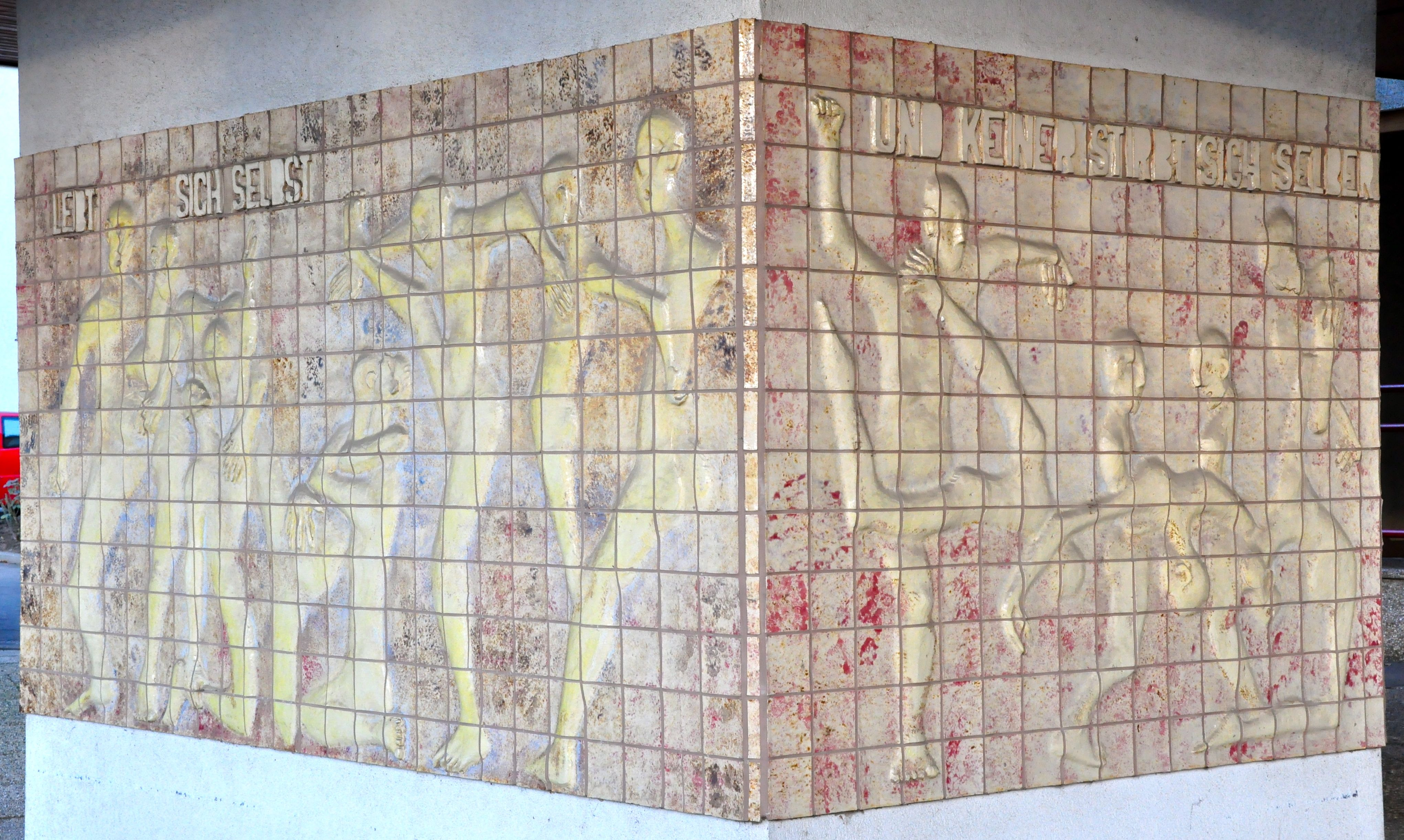
Terrakotta-Relief am Altenheim Hülgerthpark in Klagenfurt
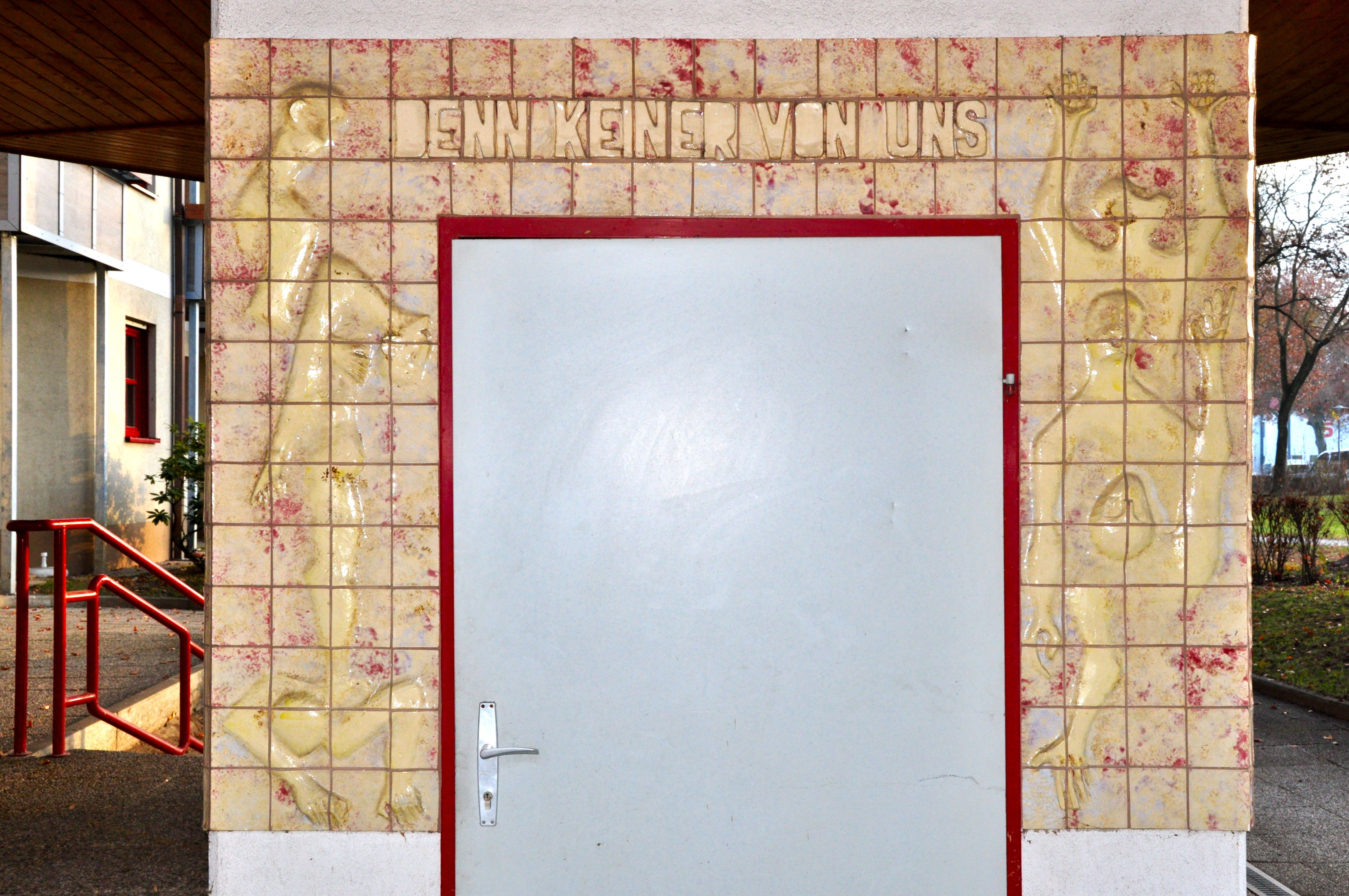
Nord-Ansicht vom Terrakotta-Relief am Altenheim Hülgerthpark in Klagenfurt
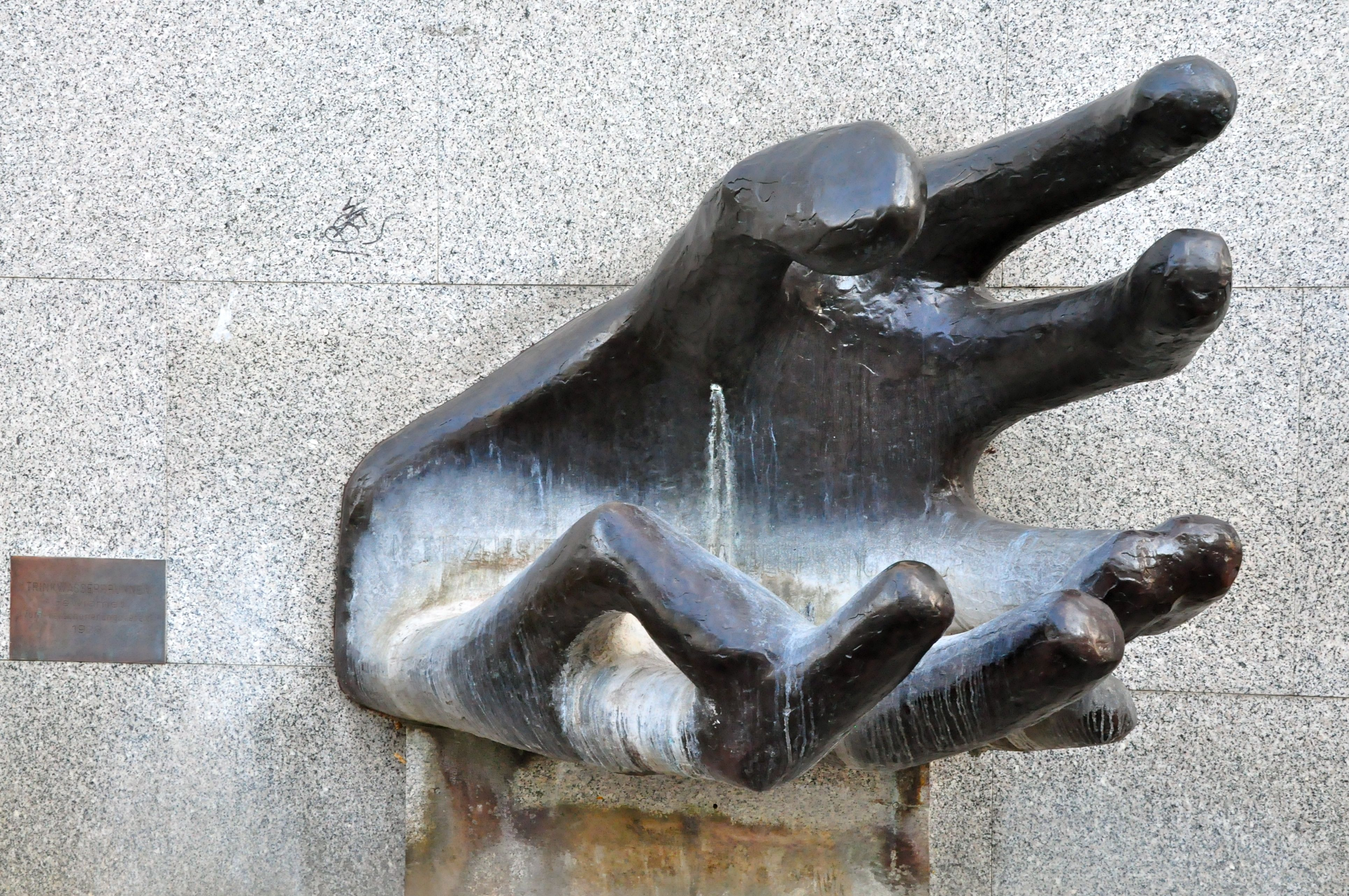
Trinkwasserbrunnen in der Karfreitstraße in Klagenfurt
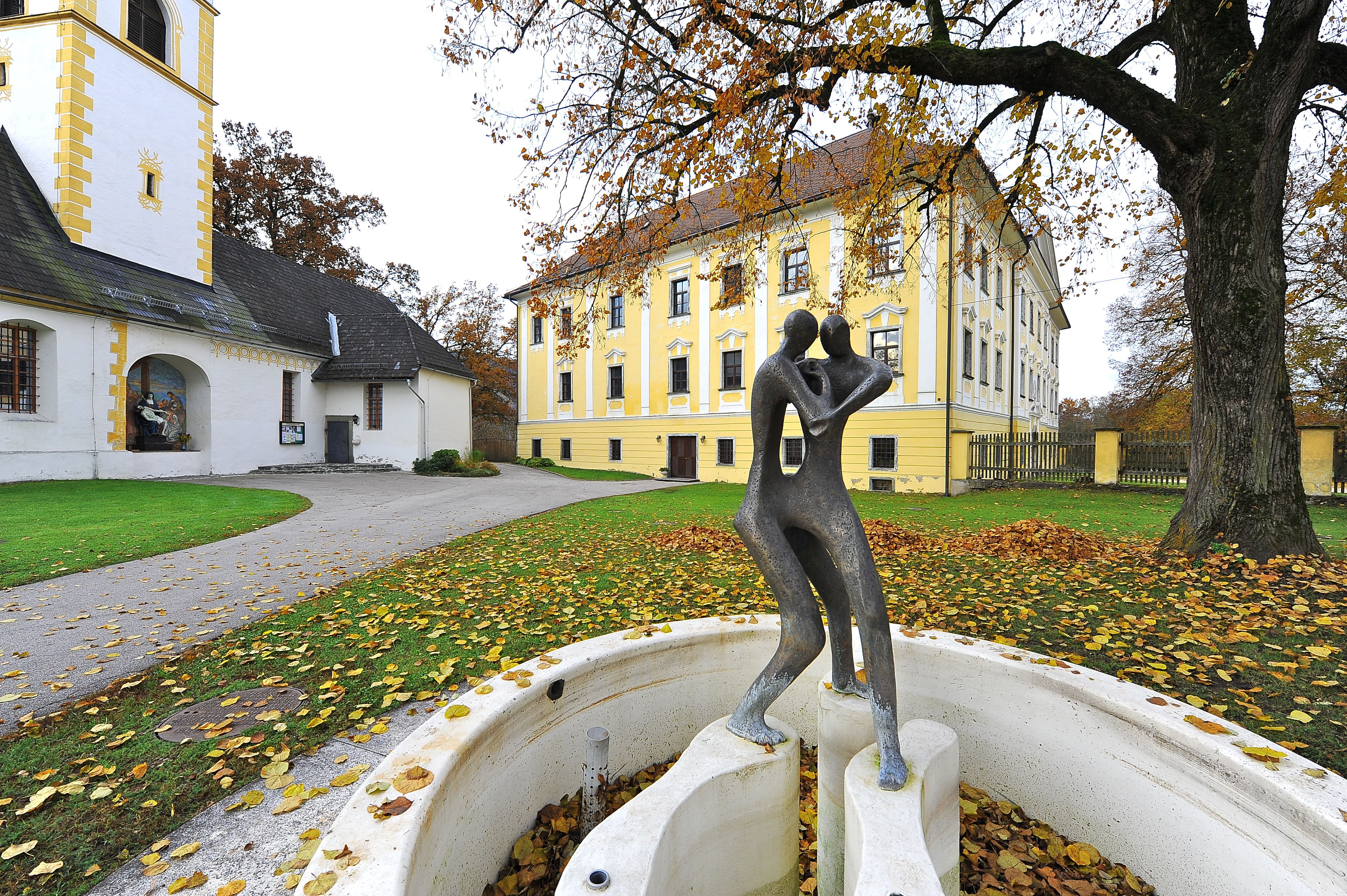
Brunnenfigur „Jakob ringt mit dem Engel“, vor dem Schloss Grafenstein

## Werkverzeichnis von ausgeführten Auftragsarbeiten
- 1970 „Nausikaa“ für Verlag Buch und Welt 120 cm (Kupfer)
- 1971 „Christus“ für die Pfarrkirche Sankt Ruprecht in Klagenfurt 2 × 2 m (Stahl)
- 1972 „Das Geben“ für Kurzmann Schiefling am See 170 cm (Kupfer)
- 1973–75 Steinskulpturen für das Stadthaus Klagenfurt, 3 Stück ca. 100 cm (Marmor)
- 1973 „Christophorus“ für die Firma Frikus in Graz 250 cm (Stahl)
- 1974 Hochrelief für das Hotel Schwarzenbacher Innerkrems zirka 250 × 250 cm (Marmor)
- 1975 „Das Streben“, Statuengruppe für die Stadt Klagenfurt 300 cm (Stahl)
- 1976–78 „Parabel von Menschen“, Kraftwerk Rottau/Mölltal zirka 300 cm (Marmor)
- 1977–78 „Parabel von Menschen“, Baumeister Isak in Sankt Veit an der Glan 3 Stück 2 m (Stahl)
- 1979–80 „Parabel von Menschen“, für Landeshauptstadt Wiesbaden 400 cm (Stahl)
- 1980–81 Presbyterium der St. Johannes-Kirche in Drobollach am Faaker See (Stahl)
- 1982–83 Hausfassade für Architekt Zeytinoglu und Caritas in Klagenfurt (Guss, Stein)
- 1983 „Anaste“, Statuengruppe für die Caritas in Klagenfurt 180 × 180 cm (Stahl)
- 1984 Springbrunnen für die Volksbank in Völkermarkt 600 × 60 cm (Alu)
- 1985 „Logos contra Ethos“, Statuengruppe für Klagenfurt zirka 300 cm (Bronze)
- 1985–86 Wandrelief für die Bodelschwing-Schule in Wiesbaden 10 × 2 m (Terrakotta)
- 1986 Marterl nach Galater 6.14 für Völkermarkt zirka 120 × 120 cm (Bronze)
- 1986–87 Psalm 107, Springbrunnen für die Stadt Villach ⌀ 10 m (Granit und Bronze)
- 1986–88 Fassadengestaltung 90 m Relief in der Linsengasse in Klagenfurt (Terrakotta)
- 1989 Trinkwasserbrunnen in der Karfreitstraße in Klagenfurt zirka 150 × 180 cm (Bronze)
- 1990 „Anaste“ für die Stadt Görz in Italien zirka 180 × 70 cm (Stahl)
- 1991 Relief für das Altenheim Hülgerthpark in Klagenfurt zirka 600 × 150 cm (Terrakotta)
- 1992 Springbrunnen „Jakob ringt mit dem Engel“ in Grafenstein,  ⌀ 3 × 2 m (Guss, Stein und Bronze)
- 1993 Trinkwasserbrunnen am Loiblpass ⌀ 60 × 200 cm (Guss, Stein)
- 1994 Psalm 40, Statuengruppe für die Raiffeisenkasse in Ebendorf 250 × 140 cm (Stahl)
- 1995–96 „Das Kreuz als die Weisheit Gottes“ für Wunsch in Klagenfurt 4 m (Stahl)
- 2004 1. Korinther 9.24 für die Berufsschule in Wolfsberg 400 × 250 cm (Stahl)